# Scoglio a Penna
Lo scoglio a Penna è un'isola dell'Italia, in Campania.